# Selenia brunnea
Selenia brunnea là một loài bướm đêm trong họ Geometridae.